# 湯森港 (華盛頓州)
湯森港（Port Townsend）發音： /ˈtaʊnzən/位於美國華盛頓州傑佛遜縣。2010年美國人口普查時人口為9,113人。自2000年人口普查以來增長了9.3%。本市是傑佛遜郡的郡治，也是該郡唯一已組織的市。除了奥林匹克半岛東北角的自然風光外，本市也以許多自十九世紀全盛時期以來保存的維多利亞式建築、大量的年度文化活動聞名。也是獨立造船業與相關產業及公會的海運中心. 湯森港歷史地區收錄在美国国家历史名胜。

## 姊妹市
- 日本市川町

## 外部連結
- （英文） 湯森港市官方網站 （页面存档备份，存于）
- 中的“湯森港 (華盛頓州)”
- （英文） 海軍期刊印第安島 （页面存档备份，存于）
- （英文） 華盛頓大學圖書館數位收藏－太平洋西北地區奧林匹克半島社區博物館 （页面存档备份，存于）
- （英文） 傑佛遜郡歷史學會研究中心
- （英文） 沃登堡歷史 （页面存档备份，存于）